# ریان بن صلت
ابوعلی ریان بن صلت اشعری قمی معروف به ریان بن صلت از محدثان برجسته عرب شیعی در سده دوم و سوم هجری بود. وی خراسانی یا بغدادی الاصل بود و دوران امامت موسی بن جعفر، علی بن موسی، محمد بن علی و علی بن محمد را درک کرد. وی دو فرزند به نام‌های محمد و علی داشت که هر دو آنها از راویان موثق و مورد اعتماد و از اصحاب و شاگردان علی بن محمد بودند.

## شاگردان
- علی بن ریان بن صلت اشعری قمی[۲]
- عبدالله بن جعفر حمیری[۳]
- ابراهیم بن هاشم قمی[۴]

## ریان در دستگاه خلافت مأمون
می‌گویند او از سخنوران دستگاه خلافت مأمون و از نزدیکان و خواص و صاحب سرّ وی بود.  مأمون و فضل بن سهل نیز او را برای انجام کارهای خود مأمور می‌کردند. در حدیثی آمده است:
حضور ریان در دستگاه خلافت به خاطر تقیه بود؛ زیرا بنی‌عباس علویان و شیعیان را مورد آزار قرار داده، اموال آنها را ضبط و برخی را از شهرهایشان آواره کرده بودند.

## مقام فقهی
درباره جایگاه و مقام فقهی ریان، کشی روایتی را به نقل از علی بن محمد قتیبی در کتاب رجال خود آورده است که دلیلی آشکار به منزلت فقهی اوست. بر اساس این حدیث، ریان به مذمت کسانی پرداخته‌است که مدعی فقاهت بوده‌اند و آنها را تشویق به تحصیل علم و فهم مسایل و احکام دین کرده است. 

## فرزندان
- علی بن ریان[۷]
- محمد بن ریان[۸]

## آثار
- کتابی که نجاشی از آن نام برده است و در آن سخنان امام رضا درباره فرق بین آل و امة را جمع کرده است.[۹]
- مجموعه‌ای از روایت و احادیث که از امامان شیعه نقل کرده‌است. عمده این روایت‌ها درباره:
ولایتعهدی امام رضا [۱۰]
حرکت امام برای برگزاری مراسم نماز عید[۱۰]
زمان تولد امام رضا [۱۱]
آداب جنگ [۱۲]
و مسائل گوناگون فقهی همچون نماز، روزه، زکات، اجارات و ... می‌باشد.[۱۳]